# Liste der Kulturdenkmale in Polleben
Die Liste der Kulturdenkmale in Polleben enthält die Kulturdenkmale des Landesamtes für Denkmalpflege und Archäologie in Sachsen-Anhalt im Ortsteil Polleben der Gemeinde Lutherstadt Eisleben und ist eine Teilliste der Liste der Kulturdenkmale in Lutherstadt Eisleben. Grundlage ist das Denkmalverzeichnis des Landes Sachsen-Anhalt, das auf Basis des Denkmalschutzgesetzes des Landes Sachsen-Anhalt, welches am 21. Oktober 1991 durch das Landesamt erstellt und seither laufend ergänzt wurde (Stand: 31. Dezember 2022).

## Legende
In den Spalten befinden sich folgende Informationen:
- Lage: Nennt den Straßennamen und wenn vorhanden die Hausnummer des Kulturdenkmals. Die Grundsortierung der Liste erfolgt nach dieser Adresse. Der Link „Karte“ führt zu verschiedenen Kartendarstellungen und nennt die geographischen Koordinaten.
Link zu einem Kartenansichtstool, um Koordinaten zu setzen. In der Kartenansicht sind Baudenkmale ohne Koordinaten mit einem roten bzw. orangen Marker dargestellt und können in der Karte gesetzt werden. Baudenkmale ohne Bild sind mit einem blauen bzw. roten Marker gekennzeichnet, Baudenkmale mit Bild mit einem grünen bzw. orangen Marker.
- Offizielle Bezeichnung: Nennt den Namen, die Bezeichnung oder zumindest die Art des Kulturdenkmals und verlinkt, soweit vorhanden, auf den Artikel zum Objekt.
- Beschreibung: Nennt bauliche und geschichtliche Einzelheiten des Kulturdenkmals, vorzugsweise die Denkmaleigenschaften.
- Erfassungsnummer: Für jedes Kulturdenkmal wird in Sachsen-Anhalt eine 20stellige Erfassungsnummer vergeben. Die letzten zwölf Ziffern werden für die Untergliederung nach Teilobjekten genutzt und werden nur angegeben, soweit vergeben. In dieser Spalte kann sich folgendes Icon  befinden, dies führt zu Angaben zu diesem Baudenkmal bei Wikidata.
- Ausweisungsart: Die Einordnung des Denkmales nach § 2 Abs. 2 DenkmSchG LSA
- Bild: Ein Bild des Denkmales, und gegebenenfalls einen Link zu weiteren Fotos des Kulturdenkmals im Medienarchiv Wikimedia Commons. Wenn man auf das Kamerasymbol klickt, können Fotos zu Kulturdenkmalen aus dieser Liste hochgeladen werden:

## Kulturdenkmale
| Lage | Bezeichnung     | Beschreibung | Erfassungs- nummer | Ausweisungsart               | Bild            |
| --- | --------------- | --- | ------------------ | ---------------------------- | --------------- |
| Auswärtiges Gehöft 1, nördlich des Ortes; Gemarkung Polleben, Flur 3, Flurstück 185/40 (Bahnhof und viel Umland)                                                                                                 | Empfangsgebäude | Empfangsgebäude | 107 40096 008      | Teilobjekt eines Baudenkmals | Empfangsgebäude |
| Nähe L 151 | Damm            | Damm | 107 40096 009      | Teilobjekt eines Baudenkmals |                 |
| L 151 | Brücke          | Brücke | 107 40096 010      | Teilobjekt eines Baudenkmals |                 |
| Auswärtiges Gehöft 3, nordöstlich von Polleben am Schlenzebach (Karte) | Mühlenhof       | Mühlenhof Die Obermühle wurde im Jahre 1653 erbaut, die Gebäude sind fast komplett im Original erhalten. Sie war die oberste Mühle des Schlenzebaches von etwa 15 Mühlen bis zur Mündung des Baches in die Saale.                                                                                                | 094 76345          | Baudenkmal                   | BW              |
| Ernst-Thälmann-Straße, neben der Schule (Karte) | Kirche          | Die Kirche St. Stephanus ist nur noch als Ruine erhalten. Es stehen noch der Turm und die Umfassungsmauern. Die Kirche wurde 1901 aufgegeben, das Inventar in die neue Kirche übertragen. Im Jahre 1918 begann der Abbruch. An der Nordseite der Kirche befinden sich mehrere barocke Grabsteine.                | 094 08187          | Baudenkmal                   | Weitere Bilder  |
| Ernst-Thälmann-Straße 50, westlich der alten Kirche St. Stephanus (Karte) | Schule          | Die Schule wurde 1939 im Heimatstil erbaut. Der Hauptbau ist giebelständig und hat ein Krüppelwalmdach, im Erdgeschoss befindet sich eine Laube. | 094 76529          | Baudenkmal                   | BW              |
| Ernst-Thälmann-Straße 50, Ernst-Thälmann-Straße Jahn-Gedenkstein, Ernst-Thälmann-Straße Kirche, Ernst-Thälmann-Straße, Ecke Schulstraße Thälmann-, Gedenkstätte, Schulstraße 1 westlich der Kirche St. Stephanus | Häusergruppe    | | 094 76516          | Denkmalbereich               |                 |
| Friedeburger Weg 17 (Karte) | Bauernhof       | Der Vierseithof ist um 1860/1870 erbaut worden. | 094 76517          | Baudenkmal                   | BW              |
| Gerbstedter Straße, Friedhof (Karte) | Kapelle         | Die Kapelle auf dem Friedhof wurde Ende des 19. Jahrhunderts eingeweiht, der Friedhof wurde 1870 eingerichtet. Die Kapelle wurde im neogotischen Stil errichtet. Es ist ein eingeschossiger Bau mit einem Satteldach.                                                                                            | 094 76518          | Baudenkmal                   | BW              |
| Gerbstedter Straße, Friedhof | Kriegerdenkmal  | Das Kriegerdenkmal auf dem Friedhof wurde im Jahre 1872 errichtet, es erinnert an die Kriege 1864, 1866 und 1870/1871. Es sind zwei Sandsteinkreuze und eine Sandsteinstele. Die Inschriften weisen auf Gefallene aus Polleben hin.                                                                              | 094 76519          | Baudenkmal                   |                 |
| Gerbstedter Straße 11, Thomas-Müntzer-Straße 10, 12, 12a, 12b, Areal zwischen Thomas-Müntzer-Straße und Gerbstedter Straße                                                                                       | Amtshof         | Zimmermannsches Gut | 094 76523          | Denkmalbereich               |                 |
| Rampe 4, südöstlich der Kirche (Karte) | Pfarrhof        | | 094 76521          | Baudenkmal                   | BW              |
| Steinmühle, nördlich des Ortes Polleben an der Schlenze, zwischen Polleben und Heiligenthal, an der L 151; Flur 3, Flurstück 81 (Karte)                                                                          | Mühlenhof       | Steinmühle, Untermühle | 094 08084          | Baudenkmal                   | Mühlenhof       |
| Thomas-Müntzer-Straße, Eckgrundstück Straßeneinmündung (Karte) | Kirche          | Die Kirche St. Stephanus wurde im Jahre 1901 eingeweiht. Die Kirche wurde nach Plänen von Friedrich Fahro im Stil der Neogotik aus Sandsteinquadern erbaut. Sie besteht aus einem Turm, einem Mittelschiff und schmalen Seitenschiffen. Die Ausstattung im Inneren ist ebenfalls im neogotischen Stil errichtet. | 094 17963          | Baudenkmal                   | Weitere Bilder  |
| Thomas-Müntzer-Straße 9, gegenüber Amtsgut (Karte) | Rittergut       | Rittergut, Sattelhof, Junkerhof | 094 76522          | Baudenkmal                   | BW              |
| Thomas-Müntzer-Straße 10, an einem Platz, auf den fünf Straßen münden (Karte) | Bauernhof       | | 094 76524          | Baudenkmal                   | BW              |
| Thomas-Müntzer-Straße 12 (Karte) | Herrenhaus      | | 094 76525          | Baudenkmal                   | BW              |
| Thomas-Müntzer-Straße 22 | Bauernhaus      | | 094 76526          | Baudenkmal                   |                 |
| Thomas-Müntzer-Straße 24 (Karte) | Bauernhof       | | 094 76528          | Baudenkmal                   | BW              |
| Zur Windmühle, Hochebene östlich des Ortes, an der L 159; Flur 7, Flurstück (Karte) | Mühle           | Die Bockwindmühle wurde 1848 auf einer Hochebene errichtet. | 094 08085          | Baudenkmal                   | Mühle           |

## Ehemalige Kulturdenkmale
| Lage                                                                            | Bezeichnung | Beschreibung      | Erfassungs- nummer | Ausweisungsart | Bild |
| ------------------------------------------------------------------------------- | ----------- | ----------------- | ------------------ | -------------- | ---- |
| L 151, Mansfelder Weg                                                           | Wegweiser   |                   | 107 40117          |                |      |
| Mansfelder Straße 1, Kreuzung der Straßen von Halle nach Gerbstedt und Mansfeld | Gasthof     | Gasthof Ackermann | 094 76520          |                |      |